# Geschichte der Juden in Meerbeck

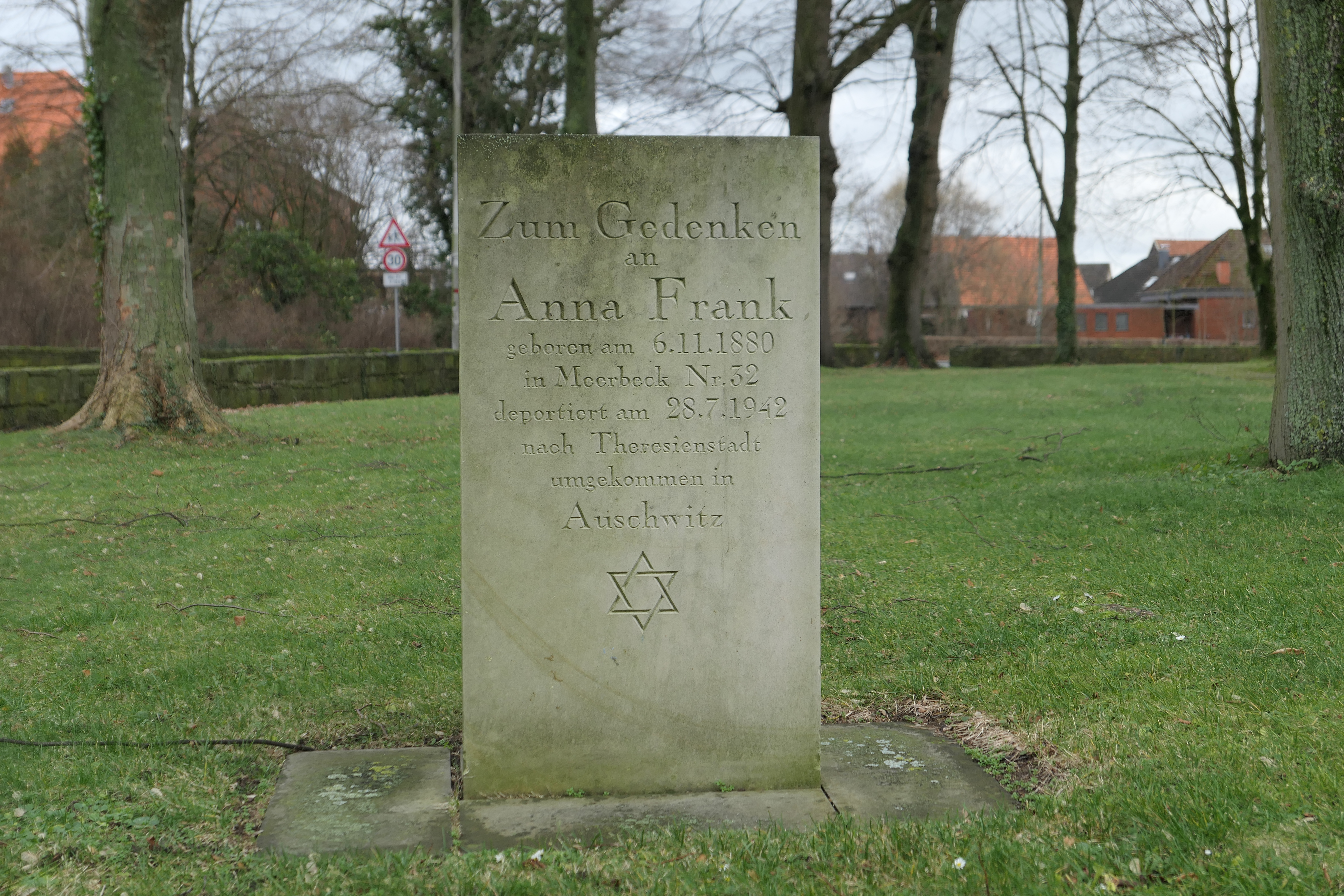
Gedenkstein für Anna Frank vor der Meerbecker Kirche

Die überlieferte Geschichte der Juden in Meerbeck beginnt in der Mitte des 18. Jahrhunderts, als erstmals jüdische Einwohner in geringer Zahl in Meerbeck, das heute  zur Samtgemeinde Niedernwöhren im niedersächsischen Landkreis Schaumburg gehört, bezeugt sind. Sie waren vor allem Händler, Schlachter, Mägde und Knechte.

## 18. Jahrhundert
In den Jahren 1772 und 1775 wurden zwei jüdische Mädchen in der Gemeinde getauft und erhielten christliche Namen. Dabei wurde aus der 16-jährigen Hanna die Christin Christina Sieger, Rahel bekam ebenfalls mit 16 Jahren den Taufnamen Dorothea Christina Entzen. Ihre Patin stammte aus dem Nachbardorf Enzen. Eine jüdische Familie wohnte seit 1766 als Einlieger in einem Meerbecker Bauernhof gegenüber der Kirche. Deren Oberhaupt hatte den Status eines Schutzjuden. Insgesamt beschränkte sich die Zahl der in Meerbeck für diese Zeit nachgewiesenen Juden auf zwei oder drei Familien. Die Nachkommen einer dieser Familien lebten dort bis Mitte des 20. Jahrhunderts. Ein Mitglied dieser Familie, Abraham Heine erwarb 1813 ein Haus gegenüber der Kirche, das zu einer Brinkstelle gemacht wurde und die Hausnummer 32 erhielt, und bis zuletzt das Haus der Familie blieb. Für den Status des Schutzjuden musste er Abgaben an den Landesherren zahlen und zudem für den eines Brinksitzers. Seine Tochter heiratete 1828 den Händler Aron Frank. Dessen Gewohnheitsname wurde 1840 durch eine Landesverordnung, die Juden zum Tragen eines Hausnamens zwang, zum offiziellen Familiennamen.
Um 1876, dann 1877 und 1880 wurden in der Ehe von Heine und Henriette Frank mit der taubstummen Flora, Minna und der ebenfalls taubstummen Anna (oder Ana) drei Töchter geboren. Flora verstarb 1931, über Minnas weiteres Schicksal ist nichts bekannt. Die seit 1911 und 1919 verstorbenen Eltern liegen auf dem jüdischen Friedhof Stadthagen begraben.

## NS-Zeit
Nach dem Tod ihrer Eltern bewohnte Anna Frank weiterhin das Haus Nr. 32. In der Zeit des Nationalsozialismus verdiente sie ihr Leben bis 1938 als Näherin für das Kaufhaus Lion in Stadthagen. Dessen jüdische Besitzer, die seit 1933 Repressalien seitens der NS-Organisationen ausgesetzt waren, wurden in diesem Jahr im Rahmen der Arisierung zum Verkauf ihres Geschäfts gezwungen. Elias Lion wurde ins Warschauer Ghetto verschleppt und kam unter unbekannten Umständen um.
Die taubstumme Anna Frank wurde über Bielefeld und Münster am 28. Juli 1942 mit dem letzten von vier Transporten in diesem Monat nach Theresienstadt deportiert. Zwei Jahre nach ihrer dortigen Ankunft am 1. August 1942 wurde sie am 15. Mai 1944 nach Auschwitz transportiert, wo sie ermordet wurde. Anna Franks Haus Nr. 32 gegenüber der Kirche und das dazugehörende Ackerstück „Auf der Loge“ fielen nach ihrer Deportation unter die „11. Verordnung zum Reichsbürgergesetz“ vom 25. November 1941 und den Erlass Hitlers vom 29. Mai 1941, nach denen der Besitz der deportierten Juden vom Reich eingezogen und den Kommunen übertragen wurde, wenn diese eine geeignete Verwendung dafür hatten. Dies geschah in mehreren Gemeinden Schaumburgs (Grafschaft Schaumburg und Schaumburg-Lippe). In Meerbeck hatte man vor, aus Anna Franks Haus ein  Gemeindeverwaltungsgebäude zu machen. Ein undatiertes aber nach Anna Franks Deportation aufgenommenes Foto zeigt die Familie eines Friseurs, die sich in sommerlicher Atmosphäre vor der Eingangsfassade präsentiert. Der Besitz, auf den die drei Schwestern Anna, Flora und Minna Frank eingetragen waren, wurde nach einem 1948 begonnenen bis 1953 dauernden Verfahren an die jüdische Vermögensverwaltung Jewish Trust Corporation for Germany zurückerstattet und von ihr verkauft. Das Haus Nr. 32 steht nicht mehr und ist einem Neubau gewichen, der dazugehörige Acker „Auf der Loge“ ist ein neues Siedlungsgebiet.  Ein Gedenkstein vor der Kirche in Meerbeck erinnert seit 1997 an Anna Frank.
Insgesamt wurden aus Schaumburg 138 Personen zwischen Dezember 1941 und Juli 1942 in acht Transporten in Ghettos sowie Konzentrations- und Vernichtungslager deportiert.